# Playa de Punta del Río
La playa de Salobreña o de La Cagadilla está situada en el municipio español de Salobreña, en la provincia de Granada, comunidad autónoma de Andalucía. Es una playa larga y estrecha, a lo largo de una zona de uso agrícola posee un largo de alrededor de 1.200 metros y un ancho promedio de 40 metros. En febrero de 2016, el Ayuntamiento de Salobreña, cambia el nombre a esta playa, pasándose a llamar Punta del Río, con motivo de revitalizar la zona.